# Lacinipolia suda
Lacinipolia suda là một loài bướm đêm trong họ Noctuidae.